# مازن الكاسبي
مازن مسعود درويش الكاسبي المعروف باسم مازن الكاسبي (مواليد 27 أبريل 1993) هو لاعب كرة قدم عماني يجيد اللعب كحارس مرمى لمنتخب عمان.

## روابط خارجية
- مازن الكاسبي على موقع الاتحاد الدولي (مؤرشف)  (الإنجليزية)
- مازن الكاسبي على موقع قاعدة بيانات كرة القدم.إي يو (الإنجليزية)
- مازن الكاسبي على موقع ناشيونال فوتبول تيمز (الإنجليزية)
- مازن الكاسبي على موقع Soccerway.com (الإنجليزية)
- مازن الكاسبي على موقع كووورة